# Tamaño del pene humano

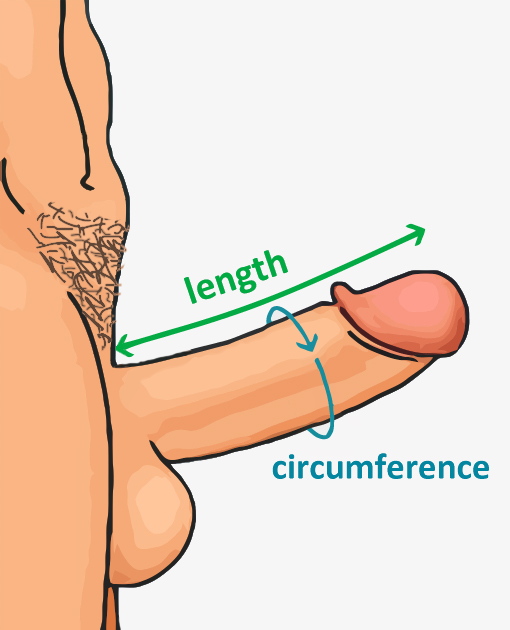
Diagrama mostrando cómo medir el pene erecto.

Distribución de tamaños de pene por longitud. El 45% de los penes erectos suelen medir entre 12 y 14 cm de largo.

Distribución de tamaños de pene por circunferencia. El 81% de los penes erectos (verdes) tienen entre 10 y 13 cm de circunferencia.

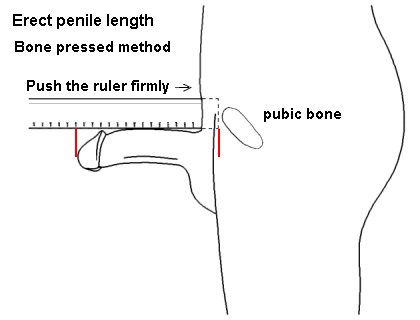
La regla debe presionar contra el hueso púbico.

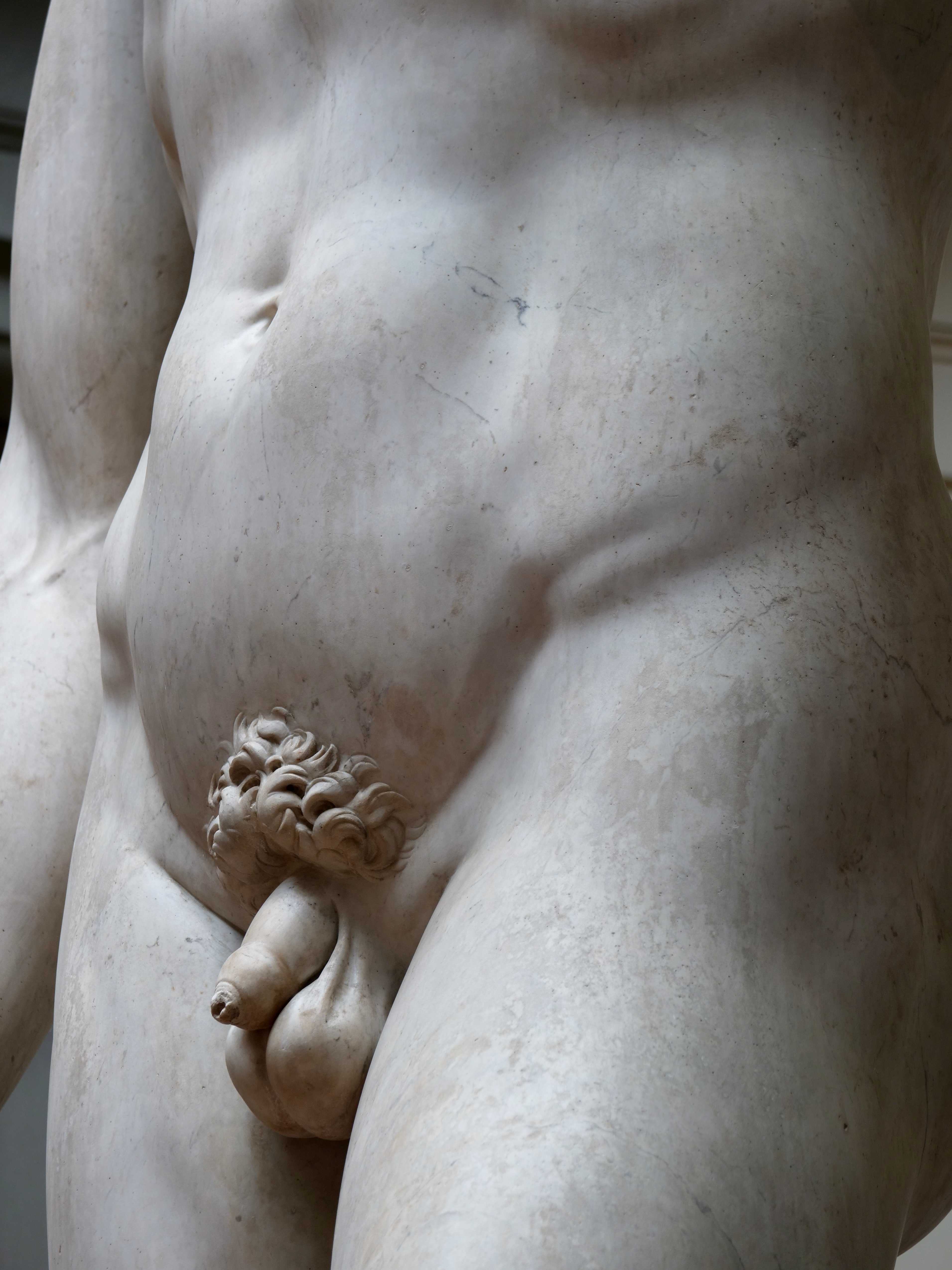
David, (1504) es una de las obras maestras del Renacimiento.

Los penes humanos tienen como medidas principales la longitud y la circunferencia en estado flácido y erecto. Hay una variabilidad natural de los penes humanos entre diferentes personas, y también factores que conducen a variaciones en un mismo hombre, como el nivel de excitación, la hora del día, la temperatura ambiente, el nivel de ansiedad, la actividad deportiva y la frecuencia de la actividad sexual. En comparación con otros primates, el pene humano es más grueso, tanto en términos absolutos como en relación con el resto del cuerpo.

## Estudios
Las mediciones varían, y los estudios que se basan en la automedición reportan un promedio significativamente más alto que aquellos con mediciones de un profesional de la salud.
Aunque los resultados varían en cada estudio, se cree que el tamaño del pene erecto es, en promedio, aproximadamente de 12 a 15,3 cm de longitud, con un intervalo de confianza que va de 9 a 18 centímetros, mientras que el perímetro (circunferencia) promedio está cerca de los 11,6 cm hasta los 12,9 cm, con una desviación estándar de 1,29 cm. En estos estudios no fue posible determinar diferencias entre diversas poblaciones humanas.

### Investigación del 2015 de la BJU International
La circunferencia media de un pene humano erecto es de 11,66 cm.

#### Medición
Para realizar este trabajo, considerado de utilidad pública, utilizaron 17 estudios realizados en unos 15 500 hombres, cuyo pene fue medido según un procedimiento estándar.
El pene erecto se mide por encima del tronco del pene, apoyando la regla contra la sínfisis del pubis, lo que permite una medición más precisa. El varón obeso debe empujar el vientre hacia adentro con la regla, hasta lograr que la regla apoye contra el hueso pubiano.
El grosor se mide con una cinta en el centro del tronco del pene.

#### Resultados
Según los gráficos publicados, el largo de un pene en reposo es de 9,16 cm, reposo estirado es de 13,24 cm. El largo promedio de un pene erecto es de 13,12 cm. La circunferencia del pene, en valores promedio, pasa de 9,31 cm a 11,66 cm del reposo a la erección, y que existe una débil correlación entre el largo en erección y la altura del individuo.

### Relación entre la longitud del pene flácido y erecto
La longitud del pene flácido no es buen predictor de la longitud del pene erecto.

### Tamaño y la satisfacción sexual de la pareja
Un estudio de EE. UU. publicado en 2015 sobre las preferencias sexuales de 75 mujeres, en los cuales se utilizaron modelos impresos en 3D como referencia de escala, mostró una longitud de pene preferida de 16 cm (6,3 pulgadas) y una circunferencia preferida de 12,2 cm para parejas sexuales a largo plazo. En el caso de encuentros sexuales únicos el tamaño preferido fue de una longitud de 16,3 cm (6,4 pulgadas) y una circunferencia de 12,7 cm.
En un artículo de portada de la revista Psychology Today de 1994, se encuestó a 1500 lectores (alrededor de dos tercios mujeres) sobre la imagen corporal masculina. Muchas de las mujeres no estaban particularmente preocupadas por el tamaño del pene, y más del 71 % pensó que los hombres enfatizaban demasiado la importancia del tamaño y la forma del pene. En general, a las mujeres encuestadas les importaba más la circunferencia de lo que pensaban los hombres, y menos el largo de lo que pensaban los hombres.
Otro estudio, realizado en el Hospital Universitario de Groningen, preguntó a 375 mujeres sexualmente activas (que habían dado a luz recientemente) la importancia del tamaño del pene, cuyos resultados mostraron que el 21 % de las mujeres pensaba que la longitud era importante y el 32 % pensaba que la circunferencia era importante.

### Tamaño y altura
Una revisión de la literatura de 2015 encontró dos estudios que encontraron que la altura y la longitud estirada o flácida tenían una correlación moderada, siete estudios que encontraron una correlación débil para la longitud flácida, estirada o erecta, y dos estudios que no encontraron correlación entre la longitud flácida y la altura.

### Tamaño y origen étnico
Si bien entre los grupos humanos de distinto origen étnico (antes comúnmente llamados razas, actualmente denominados más apropiadamente etnias) se acepta comúnmente que existen diferencias físicas, por ejemplo, en el color de los ojos, la textura del pelo, la forma de la nariz, la altura corporal o el ancho de la cadera, aún no se ha establecido definitivamente la correlación entre el tamaño del pene y el origen étnico al ser este un tema muy polémico o tabú.
El médico jefe de la primera clase de las tropas coloniales francesas afirmó: “Los autores antiguos siempre han hablado de un tamaño excesivo del pene entre los negros. Esta opinión fue posteriormente considerada errónea.» Otra idea sobre el pene de los hombres de origen subsahariana, incluso compartida por los estudiosos, es que este último sería “incapaz de una erección completa”. Un estudio realizado en Tanzania con doscientos cincuenta y tres hombres demostró que el tamaño medio del pene estirado era de 11 cm. Otro estudio, realizado en Nigeria, el país más poblado de África, encontró una media de 13,37 cm. El tamaño legendario del pene africano, muy diferente de la realidad, se debe a que, "más voluminoso cuando está flácido que entre los europeos, el pene de los negros es proporcionalmente menor cuando está erecto". Así, el prejuicio según el cual los negros tienen un pene significativamente más grande de lo que realmente es, es mantenido por la industria del cine pornográfico, donde muchos actores negros recurren a la cirugía plástica, a bombas de pene e incluso a prótesis, para mostrar una Pene mucho más grande que inicialmente. Al mismo tiempo, la comunidad masculina negra occidentalizada se ha apropiado de esta creencia y, en ocasiones, puede explotarla con el objetivo de humillar a los hombres que no son de origen africana, a su vez, sufren la humillación de las mujeres decepcionadas, convencidas por esta creencia y atraídas à ellos por este prejuicio.
El intelectual Frantz Fanon cubre este tema en Black Skin, White Mask (Piel negra, máscara blanca, 1952), libro donde se inclina hacia la opinión de que la supuesta correlación positiva entre los penes grandes y la ascendencia africana es un mito. En cambio, un estudio estadístico intitulado Race, Evolution, and Behavior: A Life History Perspective (Raza, evolución y comportamiento: Una perspectiva de la historia de la vida, 1995) defiende la opinión opuesta.
La regla de Allen y la regla de Bergmann proponen que los animales de sangre caliente (incluyendo los mamíferos) en climas más calientes tienden a presentar un cociente superficie-volumen más alto, para ayudar a la disipación del calor.
Las cuestiones culturales implicadas en la relación entre el tamaño del pene y el origen étnico son complejas. Por ejemplo, en la historia estadounidense, los esclavos africanos se percibieron a menudo como animales sexuales, según lo ilustrado por el personaje principal de la novela El hombre invisible, de Ralph Ellison.
Hasta la fecha, no hay pruebas definitivas de que el origen étnico y el tamaño del pene estén relacionados, y todos los estudios correlativos que se han realizado han sido rechazados por la comunidad científica debido a su falta de rigor metodológico o a la ausencia de datos verificables.

### Tamaño y país
La siguiente tabla comparativa, compara los principales estudios del tamaño promedio por nación.
| País           | Participantes | Estudio                             | Erecto (cm) | Año  | Ref |
| -------------- | ------------- | ----------------------------------- | ----------- | ---- | --- |
| Francia        | 905           | BJU International                   | 16.74 cm    | 2015 |     |
| Australia      | 184           | Smith AM & Others                   | 15.70 cm    | 1998 |     |
| Guatemala      | 50            | Revista Internacional de Andrología | 15.00 cm    | 2005 |     |
| México         | Sin datos     | Lifestyles Condom Cancún            | 14.90 cm    | 2001 |     |
| Brasil         | 150           | Dr. Paulo Palma - Carlos Da Ros     | 14.50 cm    | 1994 |     |
| Alemania       | Sin datos     | Dr. Gunther Hagler                  | 14.48 cm    | 2003 |     |
| Estados Unidos | 1.661         | Journal of Sexual Medicine          | 14.20 cm    | 2013 |     |
| India          | 1.670         | Dr. Vijasarathi Ramanathan          | 14.10 cm    | 2013 |     |
| Chile          | Sin datos     | Clínica Andromex                    | 14.00 cm    | 1999 |     |
| Colombia       | 130           | Sociedad Colombiana de Urología     | 13.90 cm    | 1999 |     |
| Israel         | 55            | Dr. Chen J.                         | 13.60 cm    | 2000 |     |
| España         | 582           | Asociación Española de Andrología   | 13.58 cm    | 2001 |     |
| Japón          | 500.000       | Tenga Company                       | 13.56 cm    | 2012 |     |
| Corea del Sur  | 248           | J.K Park & Others                   | 13.53 cm    | 2016 |     |
| Jordania       | 271           | Dr. Awwad                           | 13.50 cm    | 2005 |     |
| Reino Unido    | 104           | NHS - Servicio Nacional de Salud    | 13.00 cm    | 2018 |     |
| China          | 311           | X. B. Chen                          | 12.90 cm    | 2014 |     |
| Venezuela      | 890           | Hospital Domingo Luciani            | 12.70 cm    | 2001 |     |
| Arabia Saudita | Sin datos     | Clínica CEOGM                       | 12.40 cm    | 2000 |     |
| Grecia         | 52            | Spyropoulous. E.                    | 12.20 cm    | 2002 |     |
| Singapur       | Sin datos     | Dr. R. Lynn - Universidad de Úlster | 11.53 cm    | 2012 |     |

### Tamaño y capacidad reproductiva
Aunque en la cultura popular se considere que el tamaño del pene está relacionado con el nivel de masculinidad de cada varón o su potencia, no existe evidencia científica que los demuestre. Numerosos estudios han concluido que el tamaño del pene no está directamente relacionado con la masculinidad de un varón, ni tampoco con su capacidad reproductiva.[cita requerida]

### Tamaño y genética

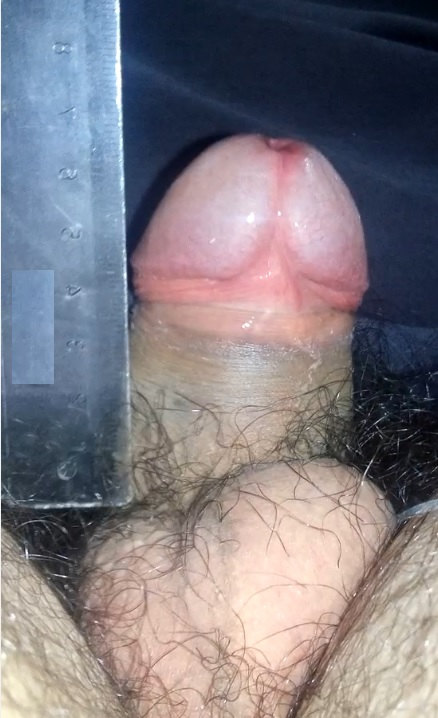
Micropene en estado de erección siendo medido.

Hay ciertos genes, como los genes homeobox (Hox a y d), que pueden desempeñar un papel en la regulación del tamaño del pene. En humanos, el gen AR, ubicado en el cromosoma X en Xq11-12, puede afectar el tamaño del pene. El gen SRY ubicado en el cromosoma Y puede desempeñar un papel. La variación en el tamaño a menudo se puede atribuir a mutaciones de novo. La deficiencia de la hormona del crecimiento hipofisaria o de las gonadotropinas o los grados leves de insensibilidad a los andrógenos pueden causar un pene de tamaño pequeño en los hombres y pueden abordarse con un tratamiento con hormona del crecimiento o testosterona en la primera infancia.[cita requerida]
Se denomina micropene a un pene erecto de un adulto en el cual su longitud —medida desde el hueso pubiano hasta la punta del glande con el prepucio retraído— es menor a 7 centímetros. Para los casos en que se presenta solo el tronco peniano anormalmente corto, se emplea el término médico «microfalosomía». Esta anormalidad es el resultado del estímulo androgénico insuficiente para el crecimiento de los genitales externos.

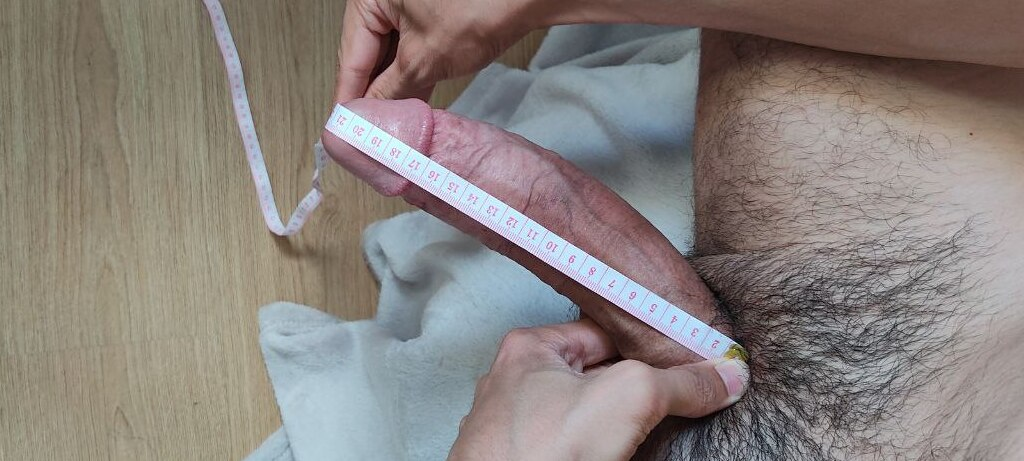
Macropene en estado de erección siendo medido.

Se denomina macropene a un pene que presenta un tamaño significativamente mayor al promedio esperado para la edad y etapa del desarrollo del individuo. Se emplea el término médico «macrofalosomía» para definir a un pene erecto de longitud significativamente superior al percentil 97 —medido desde el hueso pubiano hasta la punta del glande con el prepucio retraído—, siendo mayor a 20 centímetros. En casos de macropene, pueden estar implicados:
- Hiperestimulación androgénica durante el desarrollo prenatal o la infancia.
- Trastornos como la hiperplasia suprarrenal congénita (HSC), especialmente en su forma virilizante, que puede causar un aumento de andrógenos y crecimiento genital excesivo en recién nacidos varones.
- Tumores productores de andrógenos (testiculares, suprarrenales o hipofisarios), aunque son muy poco frecuentes.
- Mutaciones en genes reguladores del eje hipotálamo-hipófiso-gonadal.

## Tipos de pene
- Wikimedia Commons alberga una categoría multimedia sobre comparativas de penes flácidos y erectos.

### Penes de sangre y penes de carne
Un estudio de 2018 diferencia dos tipos de penes en función del cambio que experimentan de estado flácido a erecto. Distingue entre growers y showers. El equivalente en castellano sería pene de sangre y pene de carne. Los growers o penes de sangre crecen más de 4 cm con respecto a su estado flácido, y los showers o penes de carne crecen menos de 4 cm.
Por otro lado, un estudio de 80 hombres publicado en el Journal of Urology de septiembre de 1996, concluyó que el tamaño del pene flácido no predice con precisión la longitud eréctil".

### Variación del tamaño en una misma persona
El tamaño del pene flácido en un individuo es bastante variable y depende del flujo sanguíneo. El pene y el escroto pueden contraerse involuntariamente como reacción a la exposición al frío (clima o agua), un estado de ansiedad o nerviosismo y la participación en deportes. El mecanismo en todos los casos implica una reducción temporal de la circulación sanguínea. Se hace referencia con el término argot "encogimiento", shrinkage en inglés, debido a la acción del músculo cremaster, por el sistema nervioso simpático.
El encogimiento se produce porque el cuerpo envía más sangre a los órganos vitales para preservar energía y calor, en lugar de a las extremidades, dedos, y pene, el cual puede encogerse a la mitad del tamaño flácido.
Envejecimiento, fumar, incremento de peso, cirugía de próstata, o la enfermedad de La Peyronie pueden provocar una disminución del tamaño flácido a largo plazo.

## Percepciones a lo largo de la historia

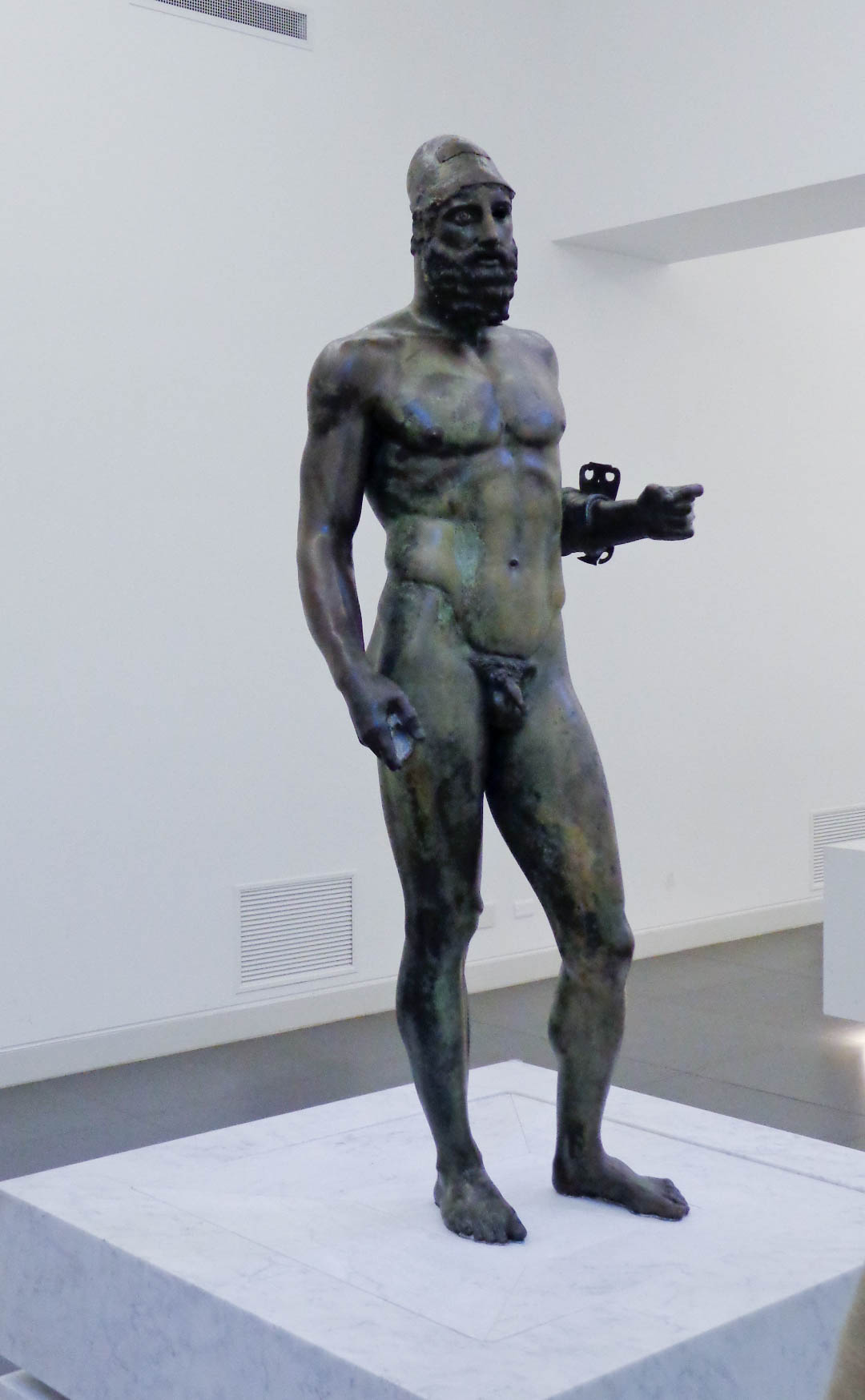
Los guerreros de Riace, estatuas griegas del

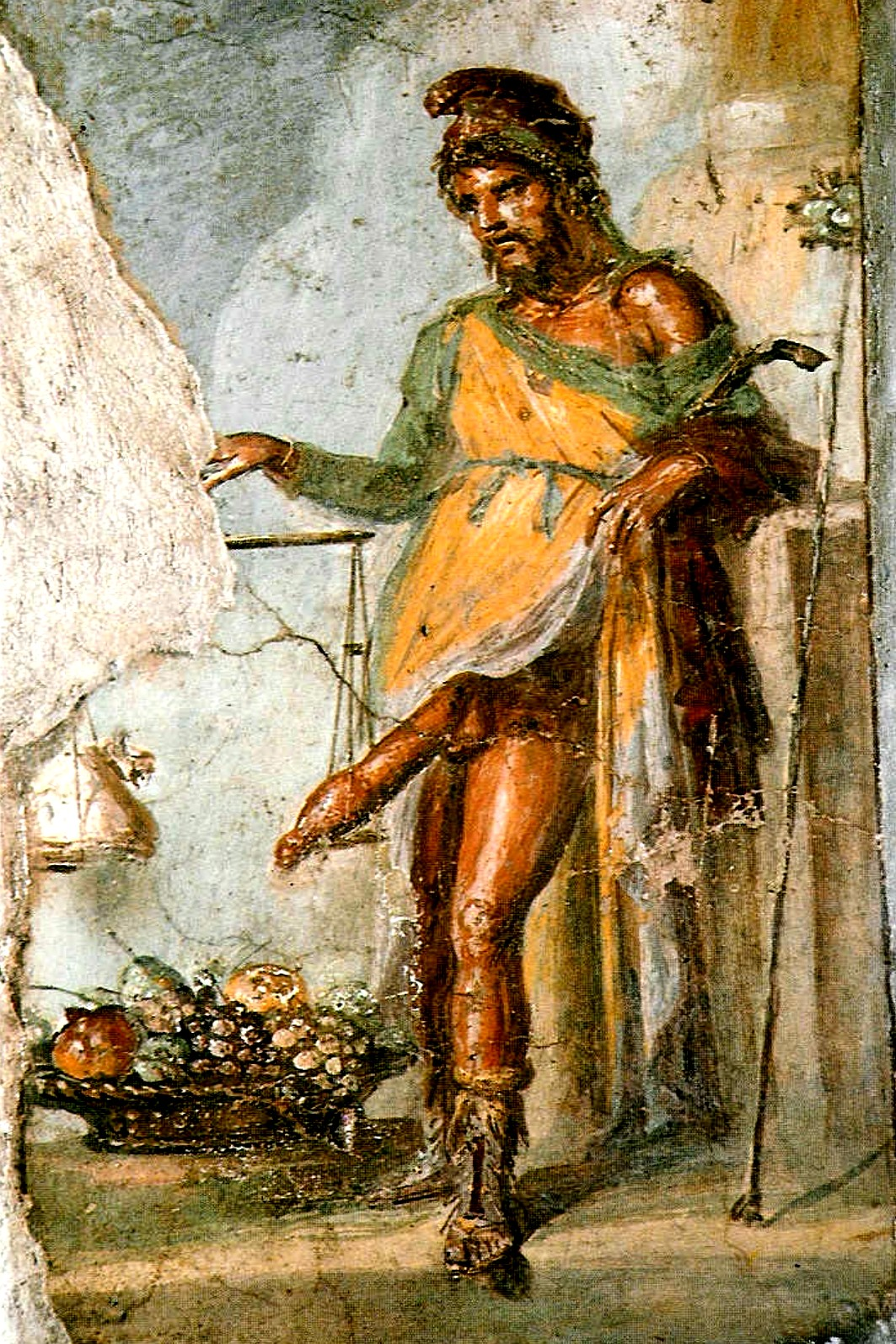
Fresco del Príapo de Pompeya.

La concepción popular del tamaño del pene son el conjunto de ideas concebidas acerca del tamaño, longitud y grosor del pene humano que han ido desarrollándose durante la historia. La concepción popular puede estar relacionada con hechos biológicos no constatados, como la relación entre la raza (haplogrupo) y la estatura; o ciertas deficiencias secretorias como el hipogonadismo y el micropene.

### Antigua Grecia
En la Antigua Grecia la mayoría de penes representados eran en estado flácido. Un pene pequeño (flácido) y no circuncidado fue visto como culturalmente «deseable» en un hombre, mientras que uno más grande o circunciso era visto como cómico o grotesco.  De acuerdo a Kenneth Dover, investigador de campo y escritor de Greek Homosexuality, menciona que el arte griego tenía un extremo interés en los genitales, mas nunca se encontraron obsesionados con su tamaño. La columna semanal del Q&A, «The Straight Dope», deduce que, basado en el arte griego erótico y en el estudio ya mencionado de Dover, en la Antigua Grecia un pene pequeño (flácido) y sin circuncisión era visto mucho mejor debido a que los grotescos y grandes eran encontrados en «dioses agrarios de la fertilidad, seres mitológicos impulsivos como los sátiros, hombres feos y viejos, y en los bárbaros». La razón es que para los antiguos griegos, un pene grande señalaba a las figuras vulgares, salvajes o bárbaras, mientras la belleza, la virtud y la contención se simbolizaba en los incongruentemente pequeños genitales que exhibían las figuras de dioses, héroes, atletas.
Dover también afirma que comparados con la mayoría de penes flácidos, éstos no son significativamente más pequeños que un pene de la vida real tiende a ser.

### Antigua Roma
A diferencia de la Antigua Grecia, en la Antigua Roma se tuvo un punto de vista distinto, de hecho, tener un pene grande y ancho era preferido.
Roma halló un punto focal en Príapo, rústico dios menor griego de la fertilidad hijo de la diosa Afrodita y el dios Dioniso, al que por lo común se le representaba como un hombrecillo de descomunal pene que sonreía lascivamente. Durante los rituales de este dios se desfilaba en procesión llevando falos de madera de diversos tamaños y se lanzaban higos a la multitud. El pene más grande se transportaba en un carro tirado por los jóvenes falóforos.

### Literatura árabe medieval
En la literatura árabe medieval es descrito un capítulo denominado «Alí con su Miembro Largo» dentro del libro Las mil y una noches. Como ingeniosa sátira de esta fantasía, en el siglo IX, el escritor afroárabe Al-Yahiz citó: «Si la longitud del pene era un signo de honor, entonces la mula perteneció a los Quraysh»; tribu a la que Mahoma y sus descendientes pertenecieron y por lo cual es considerada la más importante dentro de la cultura musulmana.

### India
Los manuales sexuales hindúes, Ananga Ranga (siglo XVI) y Kama Sutra (siglo VI), clasificaban a los hombres por medio de tres categorías: «liebre»; cuyo pene erecto medía seis dedos, «toro»; nueve dedos y «caballo», doce dedos.[cita requerida]

### Renacimiento
Un estudio del 2005 sugiere que el pene flácido del David de Miguel Ángel estaba encogido debido a una situación de tensión, miedo y agresión antes de enfrentarse a Goliath.

### Actualidad
Los hombres pueden subestimar fácilmente el tamaño de su propio pene en relación con el de los demás. Una encuesta realizada por sexólogos mostró que muchos hombres que creían que su pene era de un tamaño inadecuado tenían en realidad penes de tamaño promedio.
Un estudio del 2005 encontró que la educación sexual sobre las medidas estándar del pene fue útil y tranquilizadora para los pacientes preocupados por el tamaño pequeño del pene, la mayoría de los cuales tenían creencias incorrectas sobre lo que se considera médicamente normal.
Otro estudio del 2006 encontró que casi todos sus pacientes que estaban preocupados por el tamaño de su pene sobreestimaron el tamaño promedio del pene.